# Duncan I
Duncan I (ur. 15 sierpnia 1001, zm. 14 sierpnia 1040) – król Szkocji, zabity w potyczce przez swego rywala, mormaora Moray, Makbeta, tego samego, który stał się bohaterem sławnego dramatu Szekspira.
Duncan był wnukiem Malcolma II, przez którego został bezprawnie wprowadzony na tron Strathclyde, które później znalazło się w obrębie Szkocji. Wyniesienie Duncana było jawnym pogwałceniem prawa zwyczajowego, według którego po śmierci króla władzę obejmował najstarszy z pretendentów (ale niekoniecznie potomek zmarłego władcy).
Duncan władał Szkocją od 1034 roku do 1040, kiedy zginął w potyczce w Bouthgouanom koło Elgin, zabity przez Makbeta. Zostawił potomków, z których najstarszy zamordował Makbeta i rządził jako Malcolm III.